# شهرستان آنپاچی، گیفو

شهرستان آنپاچی، گیفو (به ژاپنی: 安八郡 Anpachi-gun) یکی از شهرستان‌های ژاپن است که در استان گیفو در ژاپن واقع شده است.